# Polohi
Polohi (en ucraïnès i en rus Пологи) és una ciutat de la província de Zaporíjia, Ucraïna. El 2021 tenia 18.396 habitants. La ciutat fou capturada per l'exèrcit rus durant la invasió russa d'Ucraïna el 7 de març del 2022.